# حسین‌آباد خیاط
حسین‌آباد خیاط (HosseinAbad Khayat)، روستایی از توابع بخش فیروزآباد شهرستان سلسله در استان لرستان ایران است. زبان مردم این لکی است.

## جمعیت
این روستا در دهستان فیروزآباد قرار دارد و بر اساس سرشماری مرکز آمار ایران در سال ۱۳۹۵، جمعیت آن ۲۵ نفر بوده که ۱۴ نفر مرد و ۱۱ نفر زن بوده اند. روستای حسین آباد خیاط دارای ۸ خانوار می باشد.